# 임잠 (집금오)
임잠(任岑, ? ~ 2년)은 전한 말기의 관료이다.

## 행적
원시 원년(1년), 평제 즉위에 힘쓴 공로를 인정받아 관내후에 봉해지고 식읍을 받았다. 또 중랑장(中郞將)에서 집금오로 승진하였으나, 이듬해에 죽었다.

## 출전
- 반고, 《한서》 권12 평제기·권19하 백관공경표 下

| 전임 손건 | 전한의 집금오 1년 ~ 2년 | 후임 윤상 |